# Jan Mařák
Jan Mařák (2. května 1870 Dunakeszi, dnes Maďarsko – 21. října 1932 Praha) byl český houslista a hudební pedagog.

## Život
V letech 1882–1889 studoval na Pražské konzervatoři u Antonína Bennewitze. Po ukončení studií krátce působil jako koncertní mistr v Městském divadle v Královci. V letech 1892–1897 byl koncertním mistrem Národního divadla v Praze.
V roce 1897 se stal profesorem na Pražské konzervatoři. Při výuce používal metodu Otakara Ševčíka. Mezi jeho žáky patřili například: Váša Příhoda, Kitty Červenková, Andreina Paganini, Anna Serbousková, koncertní mistr České filharmonie Stanislav Novák nebo dirigent Václav Talich.
Vydal několik publikací o technice houslové hry.
Byl bratrem operního zpěváka Otakara Mařáka a harfenistky Jiřiny Mařákové-Schulzové. Jejich strýcem byl malíř Julius Mařák.

## Dílo
- MAŘÁK, Jan; NOPP, Viktor. Housle: dějiny vývoje houslí, houslařství a hry houslové. 3. vyd. Praha: Hudební matice Umělecké besedy, 1944. 383 s.